# 太白星君
太白星君，是道教中掌管金星的星君，全称西方金德太白天皓星君，又稱太白金星、啟明星君、長庚星君等。

## 簡介
《史記正義》：「太白者，西方金之精，白帝之子，上公，大將軍之像也。」
陰陽家認為其是戰神，掌管戰爭之事。只要金星在特殊時間、區域出現，是“变天”的象征，是暴发革命或政府變異的前兆，代表要发生大事了。《史記·天官書》曰：“當出不出，當入不入，是謂失舍，不有破軍，必有國君之篡。”《汉书·天文志》：“太白经天，乃天下革，民更王。”唐代玄武門之變前，太史令傅奕曾密奏唐高祖：「太白見秦分，秦王當有天下。」秦王李世民登基之後，還不忘此事。
道教則將其視為五星君之一，全称“西方金德太白天皓星君”，認為其”姓皓(浩)空，名德摽(寥凌)字振寻，夫人名飆英，字灵恩，居素明宫或皓灵宫。“西方金德星君，金之精，白帝之子。主刀兵将军肃杀之威。星君戴星冠，蹑朱履，衣皓鹤白霞之衣，执玉简悬七星宝剑，垂白玉环佩。管人间金银钢铁玉石，兔牛马牲豕鼠虫，石人石马之事。”“西方太白（星）主义，生庚辛，化金石，司秋令宰带角无角千种胎生之兽，凡历一岁纬一周天”。

## 民間形象
民眾認知的太白星君是個慈祥而富有智謀與口才的老者，在《西遊記》與中國神話故事中常常擔任玉皇大帝的欽差大臣。
漢朝時的賦家東方朔，被民間信仰認為是太白金星化身，一說木德真君轉世。
唐朝詩仙李白因為其母孕時曾夢太白金星，故認為其子為太白星君化身，將其取名白，表字太白，民間亦有直接將兩者混同崇拜之例。

## 祭祀廟宇

### 主祀
- 新北市鶯歌區東陽宮－主神稱為李太白星君
- 新竹縣竹北市太白宮
- 臺中市太平區開基太白仙宮
- 嘉義縣東石鄉先天宮及其分靈子廟－其主神五年千歲之首代旨李千歲即為太白金星
- 澎湖縣湖西鄉龍門太白殿

### 陪祀
在台灣，太白金星經常作為鸞堂或玉皇上帝之陪祀神。

| - 新北市淡水區無極天元宮 - 臺北市松山區慈祐宮 - 宜蘭縣礁溪鄉九龍山白鵝湖玉清宮 - 苗栗縣竹南鎮南天宮 - 臺中市北區明德宮天聖堂－該廟尊稱為「太白仙翁」，奉祀於玉皇殿龍邊神龕 - 臺中市烏日區玉闕朝仁宮 - 嘉義市東區先天玉虛宮 - 嘉義縣竹崎鄉塘興村頂坪慈雲寺 - 臺南市北區開基玉皇宮－奉祀於盤古聖祖殿內 - 臺南市中西區臺灣首廟天壇－奉祀於三清殿內 | - 高雄市旗津區天后宮 - 高雄市橋頭區九甲圍義山宮 - 高雄市鳳山區豁落靈官殿省化社喚善堂－奉祀於一樓喚善堂主神龕 - 高雄市鳳山區鎮南宮仙公廟 - 高雄市大寮區大發開封宮 - 屏東縣竹田鄉無極五老宮山水聖道院 - 花蓮縣吉安鄉聖地慈惠堂總堂 - 花蓮縣吉安鄉勝安宮 - 臺東縣鹿野鄉寶華山慈惠堂 - 澎湖縣馬公市金龍殿 |

## 影視形象
- 1982年大陸版電視劇《西遊記》：王忠信飾太白星君
- 1996年香港版TVB電視劇《西遊記》：張英才飾太白金星
- 2002年香港版TVB電視劇《齊天大聖孫悟空》：羅家英飾太白星君
- 2005年台灣版台視電視劇《寶蓮燈》：游本昌飾太白星君
- 2010年大陸版電視劇《西遊記》：施羽飾太白星君
- 2011年大陸版電視劇《新西遊記》：楊念生飾太白星君
- 2012年大陸版電視劇《歡樂元帥》：郭晉安飾太白星君